# Big Falls (Minnesota)
Big Falls és una població dels Estats Units a l'estat de Minnesota. Segons el cens del 2000 tenia 264 habitants.

## Demografia
Segons el cens del 2000, Big Falls tenia 264 habitants, 134 habitatges, i 73 famílies. La densitat de població era de 16,9 habitants per km².
Dels 134 habitatges en un 21,6% hi vivien nens de menys de 18 anys, en un 42,5% hi vivien parelles casades, en un 8,2% dones solteres, i en un 44,8% no eren unitats familiars. En el 41,8% dels habitatges hi vivien persones soles el 17,9% de les quals corresponia a persones de 65 anys o més que vivien soles. El nombre mitjà de persones vivint en cada habitatge era d'1,97 i el nombre mitjà de persones que vivien en cada família era de 2,61.
Per edats la població es repartia de la següent manera: un 19,7% tenia menys de 18 anys, un 3,8% entre 18 i 24, un 24,6% entre 25 i 44, un 30,3% de 45 a 60 i un 21,6% 65 anys o més.
L'edat mediana era de 46 anys. Per cada 100 dones de 18 o més anys hi havia 107,8 homes.
La renda mediana per habitatge era de 26.458 $ i la renda mediana per família de 28.125 $. Els homes tenien una renda mediana de 24.375 $ mentre que les dones 17.083 $. La renda per capita de la població era de 14.528 $. Entorn del 12% de les famílies i el 14,7% de la població estaven per davall del llindar de pobresa.

## Poblacions més properes
El següent diagrama mostra les poblacions més properes.